# 多果新木姜子
多果新木姜子（学名：Neolitsea polycarpa）为樟科新木姜子属下的一个种。

## 扩展阅读
- 維基物種上的相關：多果新木姜子